# Haron Shakava
Haron Shakava (ur. 27 grudnia 1993 w Kakamega) – kenijski piłkarz grający na pozycji środkowego obrońcy w klubie Kenya Police FC.

## Kariera klubowa

### Kakamega Homeboyz FC
Shakava grał w Kakamega Homeboyz FC w sezonie 2013. Wystąpił dla nich 10 razy nie zdobywając żadnej bramki.

### Gor Mahia
Shakava trafił do Gor Mahia 1 stycznia 2014. Zdobył z nimi mistrzostwo Kenii w sezonach 2014, 2015, 2017, 2018 i 2018/2019. Przed odejściem rozegrał dla nich 160 meczów i strzelił 6 goli.
Shakava powrócił do Gor Mahia 2 lutego 2021. Wygrał z nimi Puchar Kenii w sezonie 2021.

### Nkana FC
Shakava przeszedł do Nkana FC 29 lipca 2019. Zdobył z nimi mistrzostwo w sezonie 2019/2020.

### Kenya Police FC
Shakava przeniósł się do Kenya Police FC 2 lutego 2022.

## Kariera reprezentacyjna
| Mecze i gole w reprezentacji | Mecze i gole w reprezentacji | Mecze i gole w reprezentacji | Mecze i gole w reprezentacji  | Mecze i gole w reprezentacji  | Mecze i gole w reprezentacji | Mecze i gole w reprezentacji | Mecze i gole w reprezentacji         |
| Kenia                        | Kenia                        | Kenia                        | Kenia                         | Kenia                         | Kenia                        | Kenia                        | Kenia                                |
| Lp.                          | Data                         | Miejsce                      | Gospodarz                     | Gość                          | Wynik                        | Gol                          | Rozgrywki                            |
| ---------------------------- | ---------------------------- | ---------------------------- | ----------------------------- | ----------------------------- | ---------------------------- | ---------------------------- | ------------------------------------ |
| 1.                           | 04.07.2015                   | Nairobi                      | Kenia                         | Etiopia                       | 0:0                          |                              | Mistrzostwa Narodów Afryki 2016      |
| 2.                           | 07.10.2015                   | Curepipe                     | Mauritius                     | Kenia                         | 2:5                          | Gol                          | Mistrzostwa Świata 2018 – eliminacje |
| 3.                           | 13.11.2015                   | Nairobi                      | Kenia                         | Republika Zielonego Przylądka | 1:0                          |                              | Mistrzostwa Świata 2018 – eliminacje |
| 4.                           | 17.11.2015                   | Praia                        | Republika Zielonego Przylądka | Kenia                         | 2:0                          |                              | Mistrzostwa Świata 2018 – eliminacje |
| 5.                           | 27.11.2015                   | Auasa                        | Kenia                         | Zanzibar                      | 1:3                          |                              | Puchar CECAFA 2015                   |
| 6.                           | 31.08.2017                   | Agadir                       | Mauretania                    | Kenia                         | 1:1                          |                              | Mecz towarzyski                      |